# Valérie Bella
Pour les articles homonymes, voir Bella.
Valérie Bella (né en 1962 à La Ferté-Macé) est une chanteuse française.

## Biographie
Valérie Bella débute dans la chanson à 15 ans dans l’émission Aujourd'hui Madame, pour la séquence la première chance, où elle finit deuxième. Elle remporte ensuite la Clé d'Or de la chanson française.
En 1982, elle sort son premier 45 tours, sous le titre Tu es si loin de moi.
Elle est l'interprète de la chanson Angelo, vendue à plus de 300 000 exemplaires. Elle est connue dans les Antilles françaises et la Guyane pour ses chansons de bolero antillais.